# ال کوپر
ال کوپر (انگلیسی: Al Kooper؛ زادهٔ ۵ فوریهٔ ۱۹۴۴) ترانه‌سرا، تهیه‌کننده موسیقی و موسیقی‌دان اهل ایالات متحده آمریکا است که از سال ۱۹۵۸ میلادی تاکنون مشغول فعالیت بوده و بیشتر به‌خاطر تشکیل و سازماندهی گروه بلاد، سوئت اند تیرز و همکاری با باب دیلان شناخته می‌شود.